# IC 1350
IC 1350 = IC 1354 ist eine Galaxie vom Hubble-Typ S im Sternbild Wassermann. Sie ist schätzungsweise 382 Millionen Lichtjahre von der Milchstraße entfernt.
Das Objekt wurde am 7. August 1891 von dem Astronomen Stéphane Javelle entdeckt.